# Titularbistum Ausuccura
Ausuccura ist ein Titularbistum der römisch-katholischen Kirche.
Die in Nordafrika gelegene Stadt war ein alter römischer Bischofssitz, der im 7. Jahrhundert mit der islamischen Expansion unterging. Er lag in der römischen Provinz Numidien.
| Titularbischöfe von Ausuccura |                                                      |                                                                   |                   |                    |
| Nr.                           | Name                                                 | Amt                                                               | von               | bis                |
| 1                             | George Theodore Boileau SJ                           | Koadjutorbischof von Fairbanks (USA)                              | 21. April 1964    | 25. Februar 1965   |
| 2                             | Louis Van Steene MAfr Titularerzbischof pro hac vice | emeritierter Erzbischof von Bukavu (Demokratische Republik Kongo) | 24. Mai 1965      | 20. September 1976 |
| 3                             | Michael Kpakala Francis                              | Apostolischer Vikar von Monrovia (Liberia)                        | 28. Oktober 1976  | 19. Dezember 1981  |
| 4                             | Jaime Mota de Farias                                 | Weihbischof in Nazaré (Brasilien)                                 | 14. Juli 1982     | 7. November 1986   |
| 5                             | José Carlos de Lima Vaz SJ                           | Weihbischof in São Sebastião do Rio de Janeiro (Brasilien)        | 12. Dezember 1986 | 15. November 1995  |
| 6                             | Jiří Paďour OFMCap                                   | Weihbischof in Prag (Tschechien)                                  | 3. Dezember 1996  | 23. Februar 2001   |
| 7                             | José Carlos dos Santos FDP                           | Weihbischof in Luziânia (Brasilien)                               | 20. Juni 2001     | 25. März 2002      |
| 8                             | Jacinto Bergmann                                     | Weihbischof in Pelotas (Brasilien)                                | 8. Mai 2002       | 15. Juni 2004      |
| 9                             | Juan Vicente Córdoba Villota SJ                      | Weihbischof in Bucaramanga (Kolumbien)                            | 30. Juni 2004     | 25. November 2011  |
| 10                            | Tulio Luis Ramírez Padilla                           | Weihbischof in Caracas (Venezuela)                                | 4. April 2012     | 11. Dezember 2020  |
| 11                            | Lizardo Estrada Herrera                              | Weihbischof in Cuzco (Peru)                                       | 9. Januar 2021    |                    |